# 豆腐柴
豆腐柴（学名：Premna microphylla）为马鞭草科豆腐柴属下的一个种。又稱腐婢、石錦，觀音柴、土黃芪（浙江），豆腐草、觀音草（安徽），止血草（江蘇），產中國華東、華南，日本，琉球及台灣。
其种加词microphylla，意为“小叶的”。

## 形态特征
直立灌木；幼枝有柔毛，老枝变无毛。叶揉之有臭味，卵状披针形、椭圆形、卵形或倒卵形，长3-13厘米，宽1.5-6厘米，顶端急尖至长渐尖，基部渐狭窄下延至叶柄两侧，全缘至有不规则粗齿，无毛至有短柔毛；叶柄长0.5-2厘米。聚伞花序组成顶生塔形的圆锥花序；花萼杯状，绿色，有时带紫色，密被毛至几无毛，但边缘常有睫毛，近整齐的5浅裂；花冠淡黄色，外有柔毛和腺点，花冠内部有柔毛，以喉部较密。核果紫色，球形至倒卵形。

## 利用
其葉片中含有大量果膠，取其汁液加入草木灰或食用鹼之後會凝固成類似豆腐的食物，稱為觀音豆腐或神仙豆腐。